# 杜拉佐的路易吉

杜拉佐的路易吉的纹章。

杜拉佐的路易吉（義大利語：Luigi di Durazzo，1324年—1362年7月22日），格拉維納伯爵和莫罗内伯爵，杜拉佐的喬凡尼和阿格尼絲·德·佩里戈爾之子、杜拉佐公爵卡洛的弟弟。
1337年，他被任命为阿尔巴尼亚王国的牧师兼总督。在乔万娜一世统治期间在那不勒斯朝廷继承杜拉佐后，他是出使罗马教廷的王室大使之一。1348年，匈牙利的拉约什一世入侵并处决了他的哥哥杜拉佐公爵卡洛，他和他的弟弟杜拉佐的罗贝托一起被监禁，直到1352年。他的余生都在一些自由同伴的帮助下在阿普利亚煽动叛乱对抗乔万娜。这些叛乱最终在1360年被塔兰托的路易吉镇压，杜拉佐的路易吉被囚禁在那不勒斯的蛋堡并被毒死。

## 家庭
1343年，路易吉與桑瑟維里諾的瑪格麗塔結婚，有三个孩子：
1. 路易吉（1344年生，早夭）
2. 那不勒斯国王卡洛三世（1345年—1386年）[1]
3. 阿格妮丝（1347年生，早夭）